# Anna Strong
Anna Smith Strong (14 d'abril 1740 - 12 d'agost de 1812) de Setauket, Nova York, fou una patriota americana, nom que rebien els defensors de la independència americana vers la corona britànica, i possiblement membre de la xarxa d'espionatge Culper durant la revolució americana.

## Biografia
Anna, coneguda entre els seus com a Nancy, va néixer el 1740 a Long Island. Es va casar amb Selah Strong i, tot i que gran part dels seus familiars eren conservadors (partidaris de la corona britànica), ells estaven en el bàndol contrari. Quan va esclatar la revolució, Anna va enviar els seus fills a Connecticut però ella es va quedar a Setauket, on exerciria com a informadora dels moviments britànics a Nova York per a George Washington.
L'any 1778 el seu marit Selah va ser detingut per mantindre correspondència encoberta amb l'enemic i va ser traslladat al Jersey, un vaixell presó britànic, d'on sortiria posteriorment gràcies a la intervenció dels familiars conservadors d'Anna. En sortir de la presó, Selah va marxar a Connecticut amb els seus fills on, després de la guerra, es retrobarien amb Anna, qui va romandre a Nova York. L'abril de 1790 Anna es va trobar amb George Washington.

## El codi
Strong va inventar un codi per fer comunicacions a distància utilitzant la roba que penjava per que s'eixugués. Amb uns enagos negres i un joc de mocadors blancs indicava als observadors si havia arribat el contacte i a quina cala havia de tenir lloc la trobada amb ell.

## Cultura popular
L'actriu Heather Lind interpreta el paper d'Anna Strong a la sèrie històrica TURN: Washington's Spies de la cadena AMC, basada en el llibre d'Alexander Rose Washington's Spies: The Story of America's First Spy Ring (2007).